# Mahabad
Mahabad (persisch مهاباد [mæɦɔːˈbɔːd], kurdisch مەھاباد Mehabad [məhɑːˈbɑːd]) ist eine kurdisch geprägte Stadt im Nordwesten Irans in der Provinz West-Aserbaidschan und Hauptstadt des gleichnamigen Distriktes. Sie hat etwa 168.000 Einwohner. Die Stadt liegt südlich des Urmiasees, in einem Tal auf 1300 m Höhe.
Mahabad, Bukan, Oschnaviyeh und Sardasht bilden die Region Mukrian.

## Geschichte

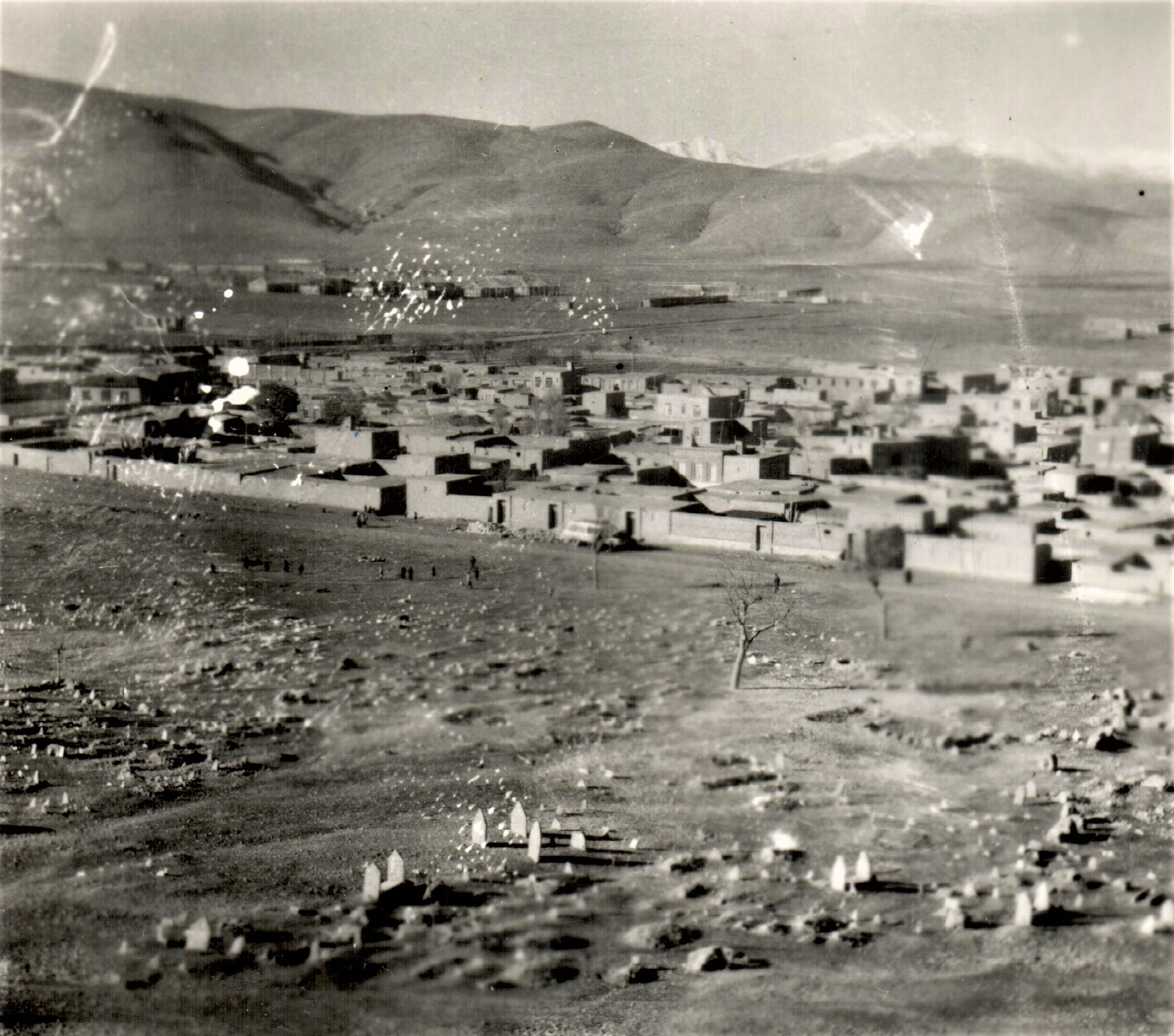
Mahabad (1959)

### Bis 2010
Im ersten Jahrtausend v. Chr. war die Region um Mahabad das Zentrum des Königreichs der Mannäer. Diese waren während der Eisenzeit in der Region ein Machtfaktor. Sie standen auch mit Assyrien und anderen Völkern der Region in Kontakt.
Mahabad war auch unter dem Namen Sablakh (سابلاخ, DMG Sāblāḫ) bekannt und zunächst ein kleines Dorf in der Deryaz-Ebene, bis der Chef des kurdischen Mukri-Stammes Budaq Sultan es mit dem Einverständnis der Safawidenherrscher zur Hauptstadt seiner Region machte. Der Name Sablakh ist vielleicht mongolischen Ursprungs. Während der Dynastie der Safawiden war die Region von Mukriyan („Land der Mukri“), die Mahabad einschloss, eines der Zentren des Widerstandes gegen Schah Abbas I. den Großen.
In den Jahren 1609 und 1610, während der „Schlacht bei Dimdim“, unterstützten die Gebiete der Mukri den Aufständischen und Herrscher von Beradost Emîr Xan Lepzêrîn gegen die Safawiden. Nach der Niederlage gegen Abbas ordnete dieser ein Massaker an der Bevölkerung der Stadt an. Dasselbe Schicksal erlitten die Bewohner von Beradost. Auch wurden viele Kurden nach Chorasan deportiert. Die Mukri regierten über die Stadt bis Mitte des 19. Jahrhunderts. Im Ersten Weltkrieg war die Stadt Zentrum der Kampfhandlungen zwischen den Russen und den Osmanen. 1935 zerstörte eine Flut die Stadt und die moderne Stadt wurde darauf auf den Ruinen der alten errichtet.
So war Mahabad, das im Osten Kurdistans liegt, vom 22. Januar bis zum 16. Dezember 1946 die Hauptstadt eines kurdischen Staates der Neuzeit, der von der Sowjetunion unterstützten Republik Kurdistan. Auf dem Tschuar-tschira-Platz wurden am Ende der Republik deren Anführer hingerichtet. Seitdem ist die Stadt in den Bergen eines der wichtigsten Symbole des kurdischen Nationalismus. Jedoch wird so klar, was für einen Wert diese Stadt für viele Kurden auch über Iran hinaus hat. In Mahabad wurde der Führer der Demokratischen Partei Kurdistans Masud Barzani geboren. Sein Vater Mustafa Barzani wurde hier am 5. März 1979 begraben. 1993 wurde sein Grab dann in sein Dorf überführt, wo er neben seinem Sohn Idris Barzani begraben ist.
Während der Islamischen Revolution in Iran wurde Mahabad am 3. September 1979 von der iranischen Armee bombardiert und besetzt, da sich die Kurden dem Führer der Revolution Ajatollah Ruhollah Chomeini, der ihnen keine Autonomie zugestand, entgegenstellten.
Am 22. September 2010 kam es während der Feierlichkeiten zur islamischen Revolution in der Stadt zu einem Anschlag, der zwölf Menschen tötete und mehr als 70 verletzte.

### Unruhen in Mahabad im Juli 2005
Im Juli 2005 brach nach der Tötung des kurdischen Jugendlichen Schuaneh Ghaderi in der Stadt ein Aufstand gegen die iranische Regierung aus. Der Aufstand breitete sich auf etwa zehn kurdische Städte aus. Dabei kamen etwa 20 Menschen ums Leben. Auch wurden Verwaltungs- und Regierungsgebäude beschädigt oder zerstört. Die iranische Regierung bezeichnete die Aufständischen als Hooligans und verlegte 100.000 Soldaten in die kurdischen Gebiete. Davon wurden 3.000 Soldaten nach Mahabad selbst gesendet. Der Jugendliche war beschuldigt worden, die Unabhängigkeit Kurdistans zu fordern und die Ernennung des Kurden Dschalal Talabani zum Präsidenten des Irak zu feiern. Sein Leichnam soll laut einem Bericht auf der Homepage der US-Regierung von iranischen Soldaten zu einem Militärfahrzeug gebracht und dann durch die Stadt geschleift worden sein. Laut US-Regierung geschah dies in klarer Absicht, um die Bevölkerung einzuschüchtern und zukünftige Proteste abzuschrecken.
Das Repräsentantenbüro der Demokratischen Partei Kurdistan-Iran (DPKI) für internationale Beziehungen in Wien meldete hingegen am 25. Juli 2005 in einer Presseerklärung, dass in den iranischen Kurdengebieten friedliche Demonstrationen stattfanden, um gegen die Festnahme von etwa 200 Personen in den Kurdenstädten Mahabad, Piranschahr, Marivan und Sardasht und deren Folterung in den Gefängnissen sowie gegen die Plünderungen von Häusern und Geschäften durch die Revolutionswächter zu protestieren.
Dabei sollen allein auf dem Tschuar-tschira-Platz bis zu 50.000 Personen an Demonstrationen teilgenommen haben.

## Kultur
Mahabad ist eines der Zentren der kurdischen Kultur und Literatur in Iranisch-Kurdistan. Viele Dichter und Schriftsteller haben in dieser Stadt im 20. Jahrhundert gewirkt. So unter anderem Hejar (Abdurrahman Sharfkandi) (1920–1990), Hêmin (Sayyed Moháammad Amini Shaykho-al-Eslam Mokri) (1920–1986), Abdorrahamn Zabihi (1920–1980) und Giw Mukriyani. Während der Zeit der Republik Kurdistan wurde Hejar der Titel Kurdistans National-Dichter verliehen. Der Dialekt von Mahabad ist im westlichen Iran literarischer Standard der kurdischen Sprache. Er ist eng verwandt mit dem im irakischen Teil Kurdistans gesprochenen Sorani.

## Sehenswürdigkeiten

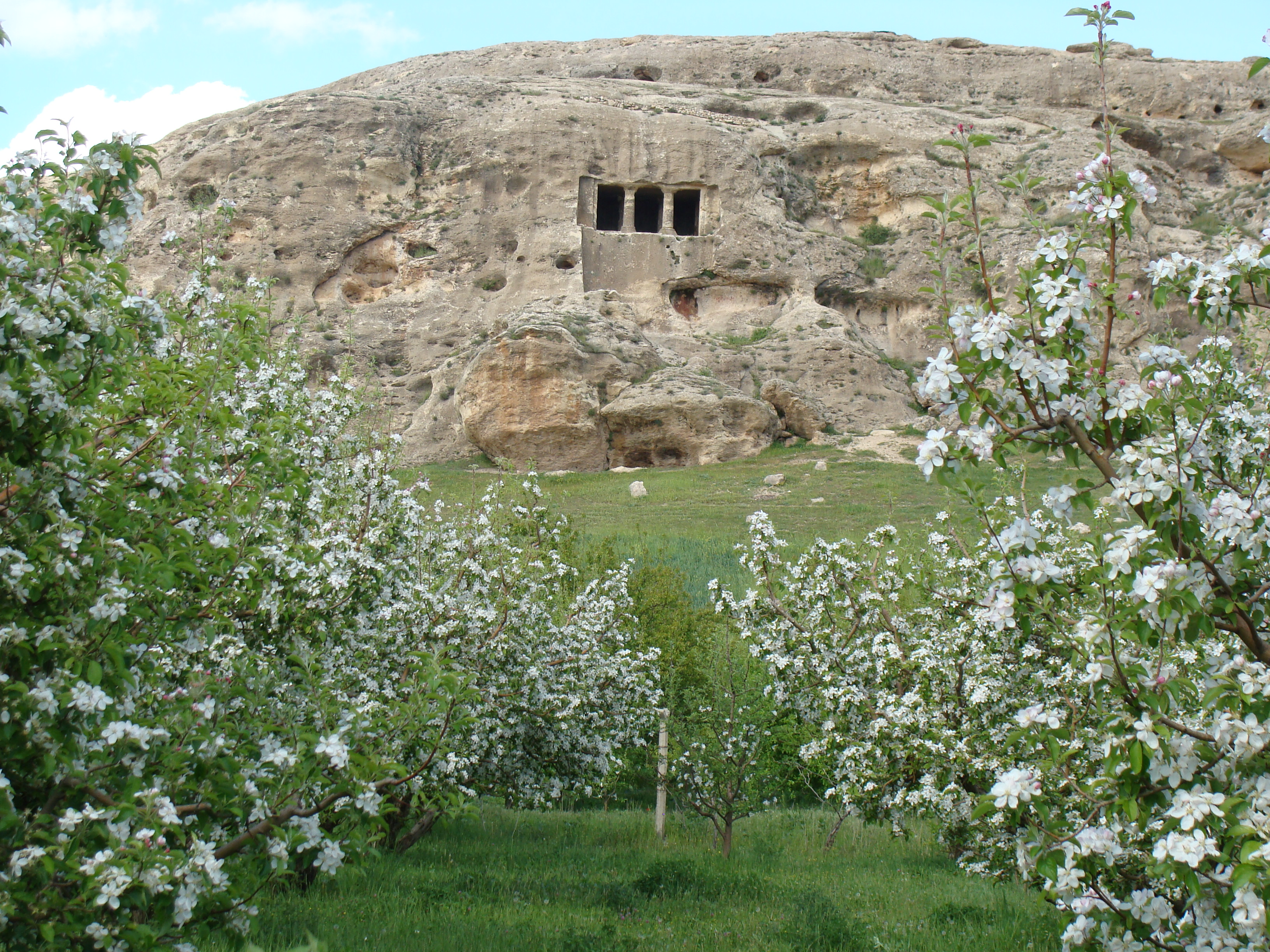
Faghrigha (2019)

Die Umgebung von Mahabad ist voller historischer Spuren, die in vorislamische und vorchristliche Zeit zurückreichen. In der Nähe des Dorfes Inderghasch bei Mahabad liegt Faghrigha, eine in Felsen geschlagene Grabkammer aus der Zeit der Sassaniden. An vielen Stellen findet man dort Reliefs, Stelen und Begräbnisstätten. Die Stadt Mahabad ist umgeben von zahlreichen Quellen. Diese und der Fluss, der früher am Stadtrand verlief und jetzt die Stadt durchfließt, sorgen für ein angenehmes Klima. Den Quellen in der Nähe wird eine heilende Kraft zugeschrieben. Vor allem sollen sie für entschlackende Trinkkuren, andere gegen Hautkrankheiten helfen. In der Stadt gibt es daneben armenische und jüdische Gassen, in denen Wein- und Spirituosenhandel betrieben wurde oder in denen Goldschmiede angesiedelt waren. Dieses war bei den Moslems verpönt. Ein Mausoleum des Bedaghol-Sutans findet sich südwestlich der Stadt.

## Wirtschaft und Infrastruktur
Mahabad ist das Zentrum einer großen Agrarindustrie. Jedoch ist die Stadt selbst für iranische Verhältnisse relativ wenig entwickelt. Für das Jahr 2008 soll in Mahabad von der Mahabad Petrochemical Company ein swing plant errichtet werden.

### Verkehr
Die Stadt liegt an der Bahnstrecke Maragha–Urmia, die in Maragha von der Bahnstrecke Teheran–Täbris abzweigt. Der Bahnhof von Mahabad liegt rund 20 km nördlich der Stadt. Bis Mahabad ging die Strecke bereits 2015 in Betrieb. Noch 2016 soll sie durchgehend bis Urmia befahren werden können.
Über Fernstraßen ist es mit dem 300 km nördlich gelegenen Täbris und dem ebenfalls 150 km nördlich gelegenen Urmia verbunden. Ebenso gibt es eine Verbindung nach Mosul im Irak.
In Mahabad befindet sich kein Flughafen. Der nächstgelegene Flughafen ist in Täbris (TB) circa 2,5 Stunden entfernt.

### Hochschulen
- Islamic Azad University, Mahabad branch[19]

## Söhne und Töchter der Stadt
- Pakhshan Azizi (* vor 1995), kurdisch-iranische Menschenrechtsaktivistin
- Masud Barzani (* 1946), kurdischer Politiker und Präsident der Autonomen Region Kurdistan.
- Amir Hassanpour (1943–2017), kurdischer Gelehrter und Dozent
- Hejar (1921–1991), kurdischer Dichter, Schriftsteller und Übersetzer
- Qazi Mohammed (1900–1947), kurdischer Führer
- Hemin Mukriyani (1920/1921–1986), kurdischer Journalist und Verleger
- Giw Mukriyani, kurdischer Schriftsteller
- Massud Peseschkian (* 1954), iranischer Politiker, Präsident Irans
- Hetav Tek (* 1981), deutsche Politikerin (CDU)
- Abdorrahamn Zabihi (1920–1980), kurdischer Schriftsteller